# ブースター
ブースター (booster) とは、エンジン類などの、推力などの出力を、積み増し（ブースト）する機構や補機や追加機関などである。この記事では主に、宇宙機等の打上げ機等に追加される、補助用のロケットエンジンを含むモジュール（「補助ロケット」等の名称もある）について述べる（その他の「ブースター」については、ブースター (曖昧さ回避) を参照）。

## 概要
打上げシステムにおいてブースターは、離床時から離床直後の垂直上昇する、大推力が必要な期間において、主機関のロケットエンジンの推力を補助する推力を発生する。そのため多段式打上げシステムの第0段に相当するとみなされることもある。また、スペースシャトル計画以降のトレンドであった液酸液水系が主機関の場合など、スペースシャトルオービタ自身のSSMEがそうであったが、噴射速度（比推力）では高性能だが推力が小さく自力では離床不可能な場合もあり、そういった場合はむしろブースターが1段目で主機関は2段目、という構成に近い。
推力を調整する必要が無いので固体燃料ロケットによる固体ロケットブースターも多いが、液体燃料ロケットによる液体ロケットブースターも多い（スペースシャトルシステムのSRBが固体だったので、有人の打上げシステムでも固体が使われる印象が強いかもしれないが、これに関してはシャトルが例外である）。

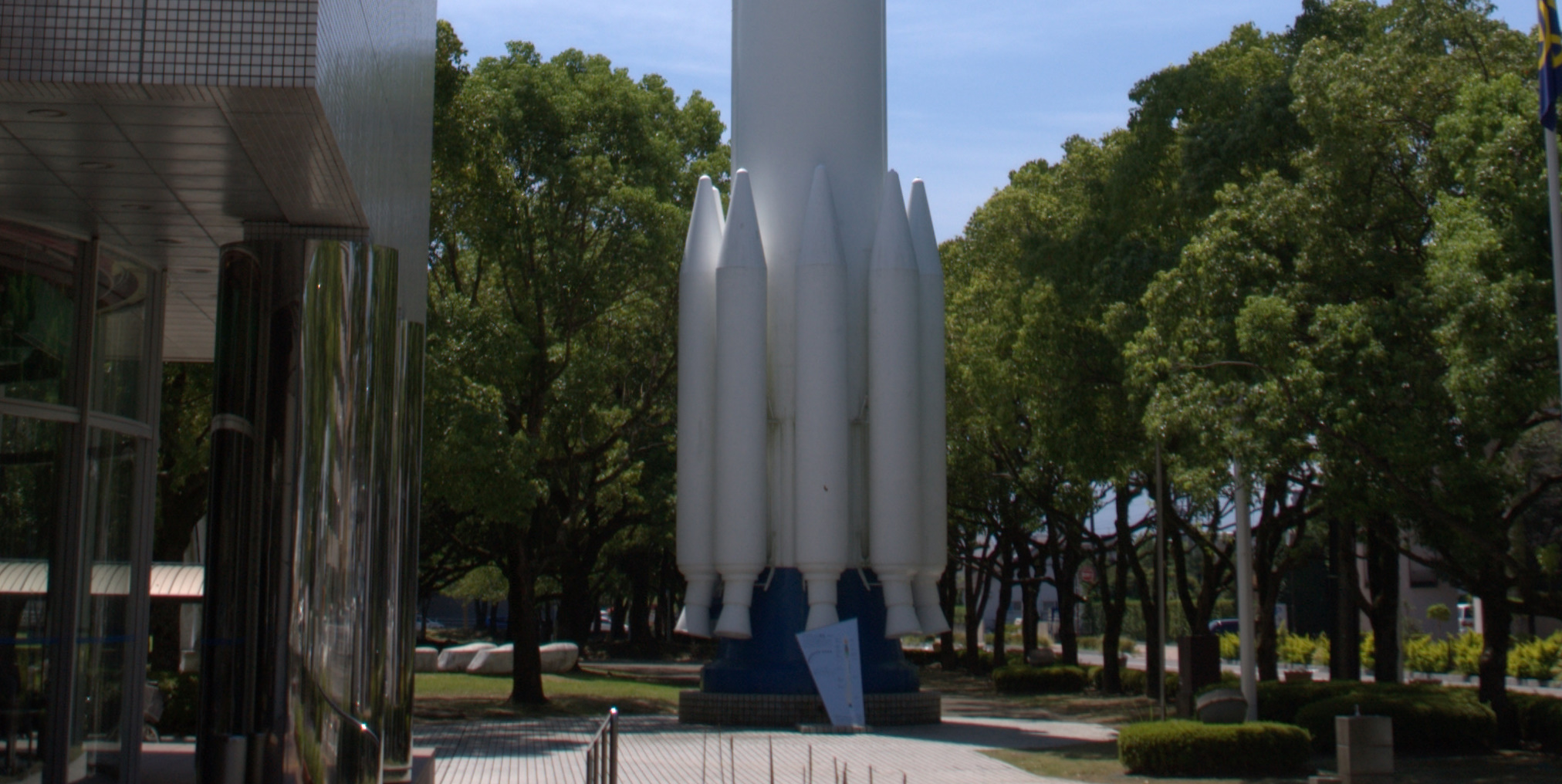
日本の「H-I」を取り囲む固体燃料ブースター

ペイロードの状態に応じて推力を調整するために、主エンジンの推力に加えてブースターロケットの推力で合計推力を調整するロケットでは、同じ打ち上げロケットでもミッションによって使用するブースターロケットの数や種類を変える。主エンジンの周りを取り囲むようにくくりつけられることからストラップ・オン・ブースター (SOB) とも呼ばれる。使用後は切り離されて投棄されるものが多いが回収再利用するものもある。

## 固体燃料ブースター
固体燃料ブースターは固体燃料ロケットによるブースターである。

## 液体燃料ブースター
液体燃料ブースターは液体燃料ロケットによるブースターである。
固体燃料ブースターとは異なり液体燃料ブースター (LRB) は出力を加減することが可能で同様に非常時には停止する事も可能である。これは有人宇宙船に使用する場合、安全上特に重要である。ただし、固体ブースターを使用するH-IIロケットシステムを前提とした詳細な検討の結果、アボートタワーによる急速な離脱を必要とするような打上げ初期の場合、液体ロケットエンジンでも瞬時の緊急停止は不可能であることなどから、固体燃料ブースターであることが有人システムの妨げに必ずしもなるものではない、という検討結果の報告もある。
スペースシャトル計画では、有人ということもあり初期の開発段階においてはLRBの使用が複数検討された。また設計が一本化され実運用に入った後にも、固体燃料ブースターが原因となったチャレンジャー号爆発事故の後既存のSRBをLRBに換装する事が検討され、4社がNASAにLRBの設計案を提案したが、開発費用がかかる為、既存のSRBを改良して使う事になった。

## 打上げ機以外

### JATO
ブースターの推力を利用して航空機が本来必要な滑走距離よりも短距離で離陸すること、およびそのためのブースターを含む装置のことである。空気吸入型エンジンではない、ロケットエンジンを使用するものを特にRATOと呼び細分類とすることもある。

### ミサイル
ミサイルを所定の巡航速度まで加速するための初期加速用エンジンとして用いられる。推力調整の必要が無いので固体燃料ロケットエンジンを用いる事が多い。特にラムジェットエンジンを採用したミサイルでは、ラムジェットエンジンが動作できる速度に達するまでの加速をブースターで行うため、ブースターは必須である。またミサイルが翼による空力制御を可能にするためには、ミサイルが一定以上のスピードで飛翔していなければならない。つまり速度が遅いと針路変更もままならない。このため、必要な速度まで加速するためにブースターを使用する事も多い。
ブースターに対して巡航用エンジンはサスティナーと呼ばれる。燃焼後にブースターが切り離されてからサスティナーが動作する設計が多い。ブースターとサスティナーが同時に動作しないため、このような設計ではサスティナーの後ろにブースターが結合される。ただし縦に直線で結合すると全長が長くなるため、衛星打ち上げロケットと同様にブースターをミサイルの脇に括りつける（ストラップ・オン）設計もある。このような設計のブースターはサスティナーと同時に燃焼を開始する場合が多い。全長は短くなるが全体にかさばるため最近のVLSなどにはなじまない。このため可動ノズルによる推力偏向制御を採用して空力制御とブースターを廃し全長を短くしたミサイルもあるが機構は複雑になる。
固体ロケットとラムジェットを統合した統合ラムジェットエンジンでは、ブースターとして使用する固体ロケットエンジンの固体燃料が詰められた空間を、燃料が燃え尽きた後にラムジェットエンジンの燃焼室として併用する事で全体の設計をコンパクトにしている。